# Reprezentacja Gozo w piłce nożnej mężczyzn
Piłkarska reprezentacja Gozo w piłce nożnej – zespół, reprezentujący Gozo (Malta), należący do NF-Board. Nie należy zaś do FIFA i UEFA
Jak do tej pory reprezentacja Gozo rozegrała jedno spotkanie towarzyskie - 3 czerwca 1997 roku, z piłkarską reprezentacją Malty. Zwyciężyli 4-3. 
Reprezentacja Gozo wzięła także udział III edycji VIVA World Cup. W swoim pierwszym meczu uległa drużynie Prowansji 1:3. Gozo była także gospodarzem tej imprezy w roku 2010.

## Skład 2009[1]
- (GK) Mark Grima - Victoria Hotspurs
- (GK) Paul Galea - Sannat Lions
- Mark Formosa - Sannat Lions
- Josmar Vella - Xewkija Tigers
- Mario Azzopardi - Zebbug Rovers
- Brian Meilak - Ghajnsielem
- Elton Vella - Sannat Lions
- Mark Camilleri - Xewkija Tigers
- Milos Stojanovic - Kercem Ajax
- John Camilleri - Xaghra United
- Christian Bugeja - Xewkija Tigers
- Rodney Buttigieg - Xewkija Tigers
- Joseph Cefai - Xewkija Tigers
- Mark Buttigieg - Victoria Wanderers
- Daniel Farrugia - Victoria Hotspurs
- Mark Muscat - Sannat Lions
- Alex Tramboo - Zebbug Rovers
- Benneth Njoku - Sannat Lions